# Вайле (муніципалітет)
Вайле (дан. Vejle) — муніципалітет у регіоні Південна Данія королівства Данія. Площа — 1058.8 квадратних кілометрів. Адміністративний центр муніципалітету — місто Вайле.

## Населення
У 2012 році населення муніципалітету становило 108 021 особу.